# 2094 Magnitka
2094 Magnitka eller 1971 TC2 är en asteroid i huvudbältet som upptäcktes den 12 oktober 1971 av Krims astrofysiska observatorium på Krim. Den har fått sitt namn efter den då sovjetiska gruv- och industristaden Magnitogorsk.
Asteroiden har en diameter på ungefär 10 kilometer och den tillhör asteroidgruppen Matterania.